# Erhard Schön
Pour les articles homonymes, voir Schön.
Erhard Schön (ou Schoen), né vers 1491 à Nuremberg et mort en 1542 dans la même ville, est un dessinateur, graveur et peintre allemand. On lui doit plusieurs centaines d'œuvres, dont des portraits d'Albrecht Dürer, d'Ulrich von Hutten et de Jean Ier de Hongrie.

## Biographie

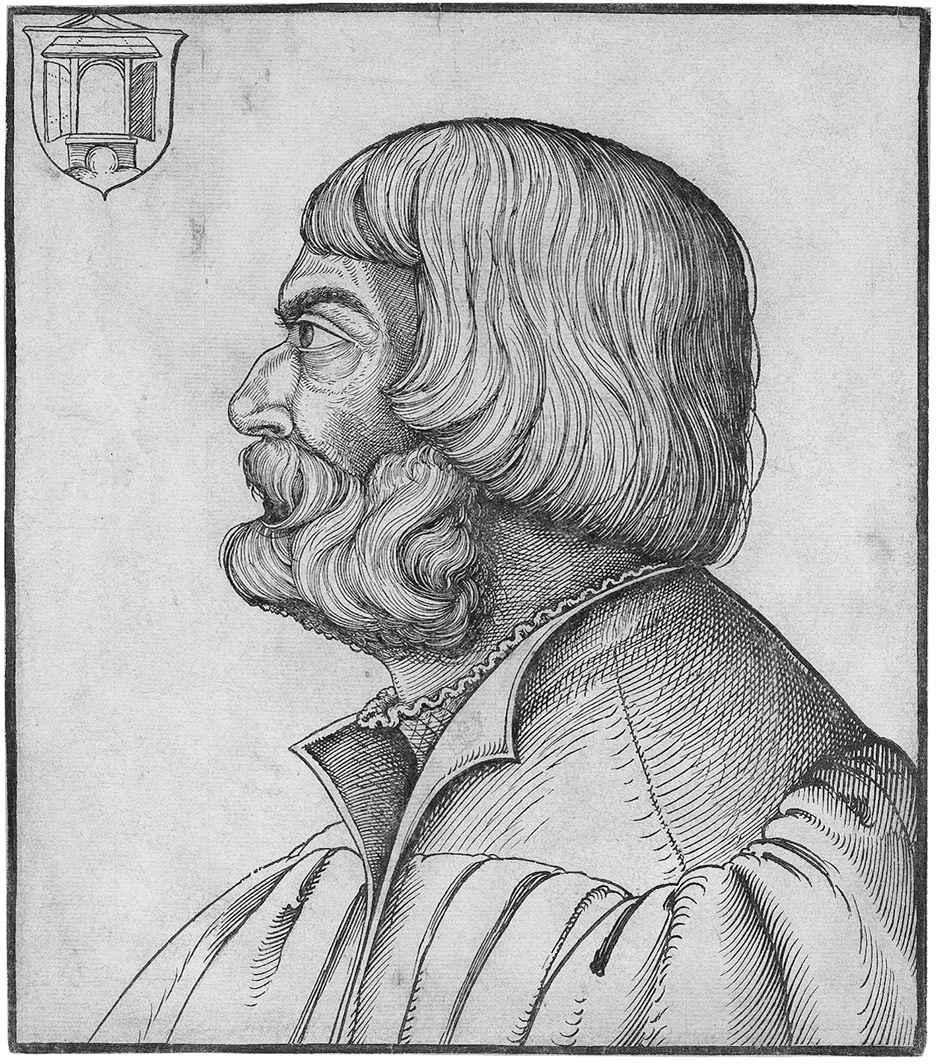
Portrait d'Albrecht Dürer (après 1528).

Né vers 1491, Erhard Schön est le fils du peintre Marx Schön (1477-1510 ?). Il commence sa carrière de dessinateur et de graveur sur bois en contribuant au recueil de prières catholiques Hortulus Animæ à partir de 1516, auquel il travaille avec Hans Springinklee. Tous deux participent ensuite à une bible publiée par Anton Koberger en 1518. Influencé par la technique de Springinklee, mais aussi par celle de Dürer, chez qui il a vécu plusieurs années, Schön devient un graveur populaire et dirige son propre atelier à partir de 1538, à Nuremberg.
Il travaille également pour des imprimeurs de Bamberg, Vienne et Lyon.
Il collabore en outre à plusieurs commandes de l'empereur Maximilien Ier.

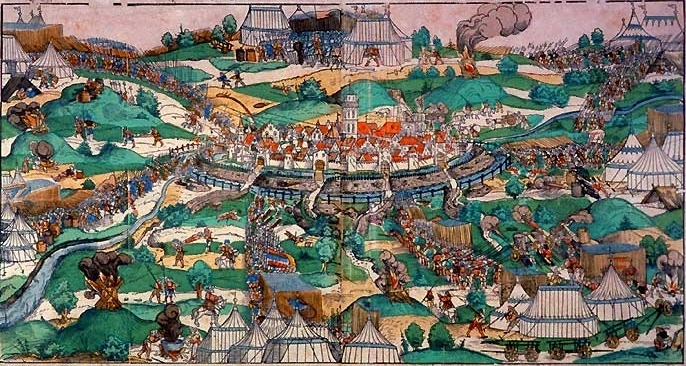
Le siège de Münster (1535).

En dehors des portraits, ses sujets touchent à la mythologie, aux scènes pittoresques ou satiriques, aux scènes de guerre comme le siège de Münster en 1534-1535 ou celui de Buda en 1541 mais aussi, après sa conversion au luthéranisme, aux pamphlets contre l'Église catholique. Dans ce dernier cas, il ne signe pas ses illustrations, en raison de leur caractère polémique.
Plusieurs de ses œuvres témoignent de ses recherches sur les illusions d'optique et les anamorphoses, comme le Vexierbild de 1535.
Il laisse au total plus de 1 200 illustrations destinées à 116 ouvrages et environ 200 xylographies séparées.

## Dessins
Beaux-Arts de Paris : 
- Porte-étendard, plume, encre brune, 165 × 87 cm[7]. Ce dessin, daté de 1523, ne peut être mis en relation avec une gravure précise. Il représente en revanche un personnage emblématique de l'art allemand et suisse du XVIe siècle, le porte-enseigne, chef de la compagnie des lansquenets lors des guerres menées dans l'Empire. Schön l'aborde à plusieurs reprises dans sa carrière en gravure et en dessin, notamment dans une feuille intitulée Lansquenet (British Museum, 1535)[8].
- Apollon et Daphné, plume, encre brune, 173 × 120 cm[9]. Ce dessin, daté de 1525, illustre un passage des Métamorphoses d'Ovide. Ce sujet a été traité de façon célèbre par Antonio Pollaiuolo dans son Apollon et Daphné (National Gallery, Londres). La position et la robe de Daphné rappellent avec évidence celles de la Daphné figurant sur l'une des planches gravées par Hans Süss von Kulmbach pour l'ouvrage de Conrad Celtis, Quatuor libri amorum édité en 1502[8].